# Karl Mack
Pour les articles homonymes, voir Mack.
Karl Mack, baron von Leiberich, né le 25 août 1752 à Nennslingen (principauté d'Ansbach, aujourd'hui en Bavière) et mort le 22 décembre 1828 à Sankt Pölten, est un général autrichien qui a principalement commandé pendant les guerres de la Révolution et de l'Empire. Malgré sa forte réputation à la cour de la monarchie de Habsbourg, sa carrière est surtout marquée par deux lourdes défaites, à la tête de l'armée napolitaine en 1798-1799 et de l'armée impériale dans la campagne d'Allemagne de 1805.

## Jeunesse et premières guerres
En 1770, il s'engage dans un régiment de cavalerie autrichien dans lequel son oncle, Leiberich est commandant d'escadron. Il devient officier 7 ans plus tard. Durant la brève guerre de Succession de Bavière, il est choisi pour être au service du comte Kinský et donc sous l'autorité du commandant en chef, le Feldmarschall comte Lacy. Il fait un excellent travail et est promu premier lieutenant en 1778 et capitaine rattaché au quartier général en 1783. Le comte Lacy, alors le plus réputé des généraux de l'armée autrichienne, a la plus haute opinion de son jeune assistant. En 1785, Mack se marie avec Katherine Gabrieul, et est anobli sous le titre de Mack von Leiberich.
Dans la guerre contre les Turcs, il est affecté au quartier général, devenant en 1788, major et aide de camp personnel de l'empereur. En 1789, il est nommé lieutenant-colonel. Il se distingue dans l'assaut contre Belgrade (en). Peu de temps après, des désaccords avec Laudon, devenu commandant en chef, poussent ce dernier à exiger que Mack passe en cour martiale et quitte le front. Il est cependant nommé colonel en 1789 et décoré de l’ordre de Marie-Thérèse. En 1790, Mack et Laudon, réconciliés, sont de nouveau ensemble sur le champ de bataille. Durant ces batailles, Mack est sévèrement blessé à la tête, blessure dont il ne se remettra jamais complètement.

## Guerres de la Révolution française

### Campagne des Pays-Bas
En 1793, il est fait Intendant général (chef du personnel) du prince Josias de Saxe-Cobourg, commandant des Pays-Bas où il accroît sa réputation dans une nouvelle campagne militaire. Le jeune archiduc  Charles, qui a gagné ses premiers lauriers dans l'action le 1er mars 1793, écrit après la bataille : « Surtout nous devons remercier le colonel Mack pour ces succès ». 
Mack se distingue de nouveau sur le champ de bataille de Neerwinden et tient une grande part dans les négociations entre Saxe-Cobourg et Dumouriez. Il continue de servir comme intendant général et est nommé chef (Inhaber) d'un régiment de cuirassiers. Il est blessé à la bataille de Famars mais en 1794 se retrouve encore une fois au combat, ayant entre-temps été fait major-général. Mais l'échec des Alliés lui est imputé et il tombe donc en disgrâce. En 1797, il est promu Feldmarschall-Leutnant.

### Campagne d'Italie

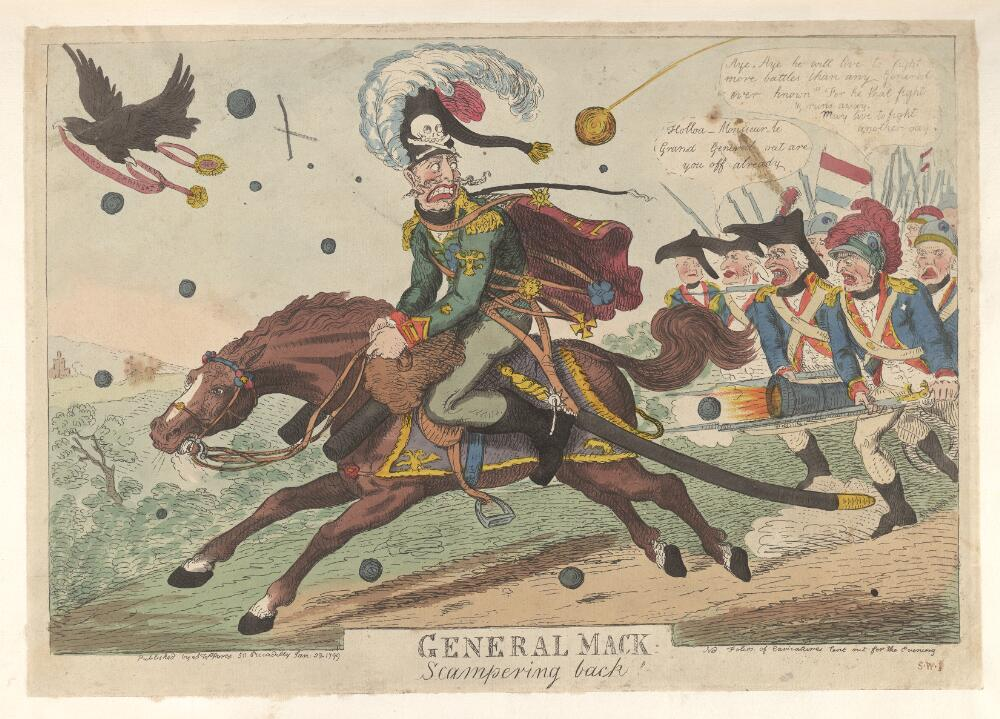
Le général Mack fuyant devant les Français, caricature anglaise, 1799.

En 1798, à la demande du roi Ferdinand Ier de Naples qui vient de rompre la paix avec les Français, Mack prend le commandement de l'armée napolitaine, forte de 60 000 hommes : il passe alors pour un chef de grande compétence et concepteur de plans stratégiques. Ses troupes franchissent la frontière le 24 novembre 1798 ; 20 000 hommes longent l'Adriatique vers Ascoli tandis que 40 000, commandés par le roi Ferdinand et Mack en personne, entrent dans le Latium. Les troupes françaises d'Italie centrale, dispersées et totalisant à peine 16 000 hommes avec un équipement insuffisant, évacuent Rome en bon ordre en laissant derrière elles une petite garnison au château Saint-Ange. L'armée de Mack entre dans la ville le 29 novembre, met fin à l'éphémère République romaine alliée des Français, et rétablit le pouvoir du pape Pie VI. La reprise de la ville est marquée par des exactions contre les républicains italiens et les Juifs. 
Cependant, le général Championnet rassemble les régiments français épars et la légion polonaise au nord de Rome, autour de Terni et de Civita Castellana. Sa petite armée comprend aussi des volontaires de la République cisalpine et de la République romaine. Quand Mack, à la tête de 40 000 hommes, se décide à sortir de Rome pour marcher sur Borghetto et Civita Castellana, le 5 décembre, les Français de Macdonald livrent une série de combats de retardement où les soldats napolitains, peu aguerris, prennent la fuite. Mack établit une ligne de défense sur les hauteurs de Calvi, fait venir son artillerie de Rome et fait occuper Civita Castellana, puis Otricoli où, selon un récit français, les soldats napolitains massacrent leurs prisonniers français et mettent le feu à l'hôpital. 

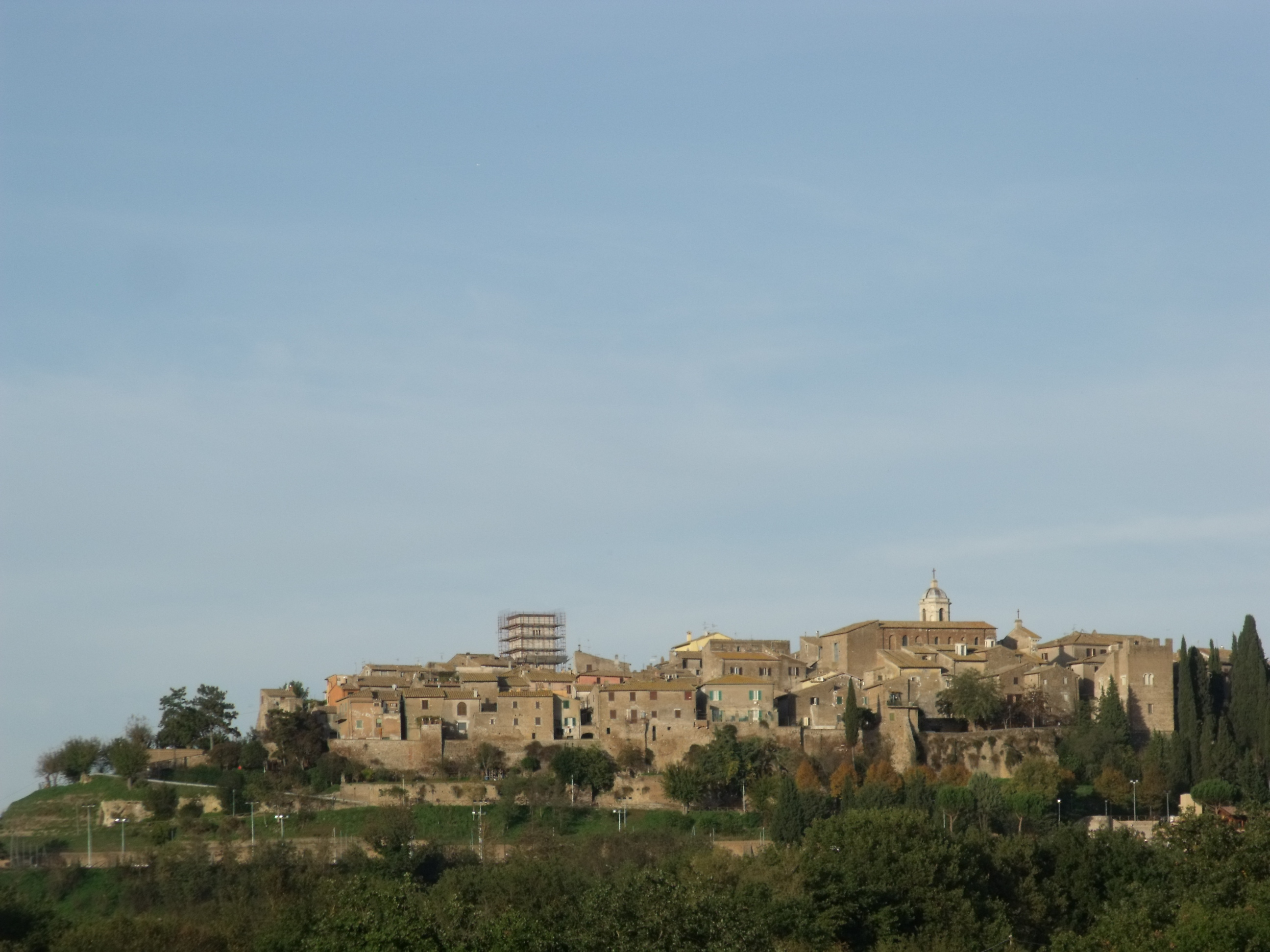
Le bourg d'Otricoli en 2012.

Les Français, furieux, contre-attaquent sous la conduite de Macdonald et reprennent Otricoli ; à Calvi, 4 000 Napolitains encerclés préfèrent se rendre. Dans le même temps, le 7 décembre, la colonne française du général Duhesme encercle Civitella del Tronto. Mack doit renoncer à son projet de marche vers Terni et, le 15 décembre, fait évacuer son camp de Cantalupo que Championnet se préparait à attaquer. Enfin, les Français, bousculant l'arrière-garde napolitaine, rentrent dans Rome le 15 décembre 1798 après 17 jours d'absence . Dans la soirée du 15 à Rome, Mack envoie encore un détachement pour tenter de dégager un corps napolitain commandé par l'émigré français Damas : il doit se retirer sans succès. Ainsi, en moins de 20 jours et sans bataille rangée, les Français ont obligé à la retraite une armée très supérieure en nombre, les Napolitains perdant 15 000 tués et prisonniers, 40 canons, 20 drapeaux et presque tous leurs bagages.
Mack se replie sur le Volturno et cherche à établir une ligne de défense avec les hommes et l'artillerie qui lui restent tandis que Championnet reçoit du Directoire l'ordre de s'emparer de Naples. Ses troupes partent de Rome le 20 décembre et traversent les marais Pontins en capturant des traînards napolitains. Le 28 décembre, elles s'emparent de Ceprano ; le 30 décembre, l'adjudant général Pignatelli est envoyé par Mack pour demander un armistice en raison des violents orages qui épuisent les deux armées.
Une conspiration se forme parmi les militaires napolitains pour retirer le commandement à Mack et l'attribuer à Girolamo Pignatelli (it), prince de Moliterno, qui avait levé deux régiments de cavalerie pour la défense du royaume ; Mack fait arrêter Moliterno puis celui-ci étant très populaire dans l'armée et dans l'opinion, se contente de le faire reléguer à Santa Maria en Terre de Labour. 
À l'expiration de l'armistice, les Français reprennent les opérations et avancent vers Capoue où Mack s'est retranché avec les restes de son armée ; ils bousculent les avant-postes napolitains qui se replient en désordre. Pour éviter une déroute, Mack demande une suspension d'armes sous prétexte de livrer passage à un diplomate de la République cisalpine. Cet intervalle permet à Mack de réorganiser ses troupes et, lors de l'assaut suivant, son artillerie met en échec les Français. 

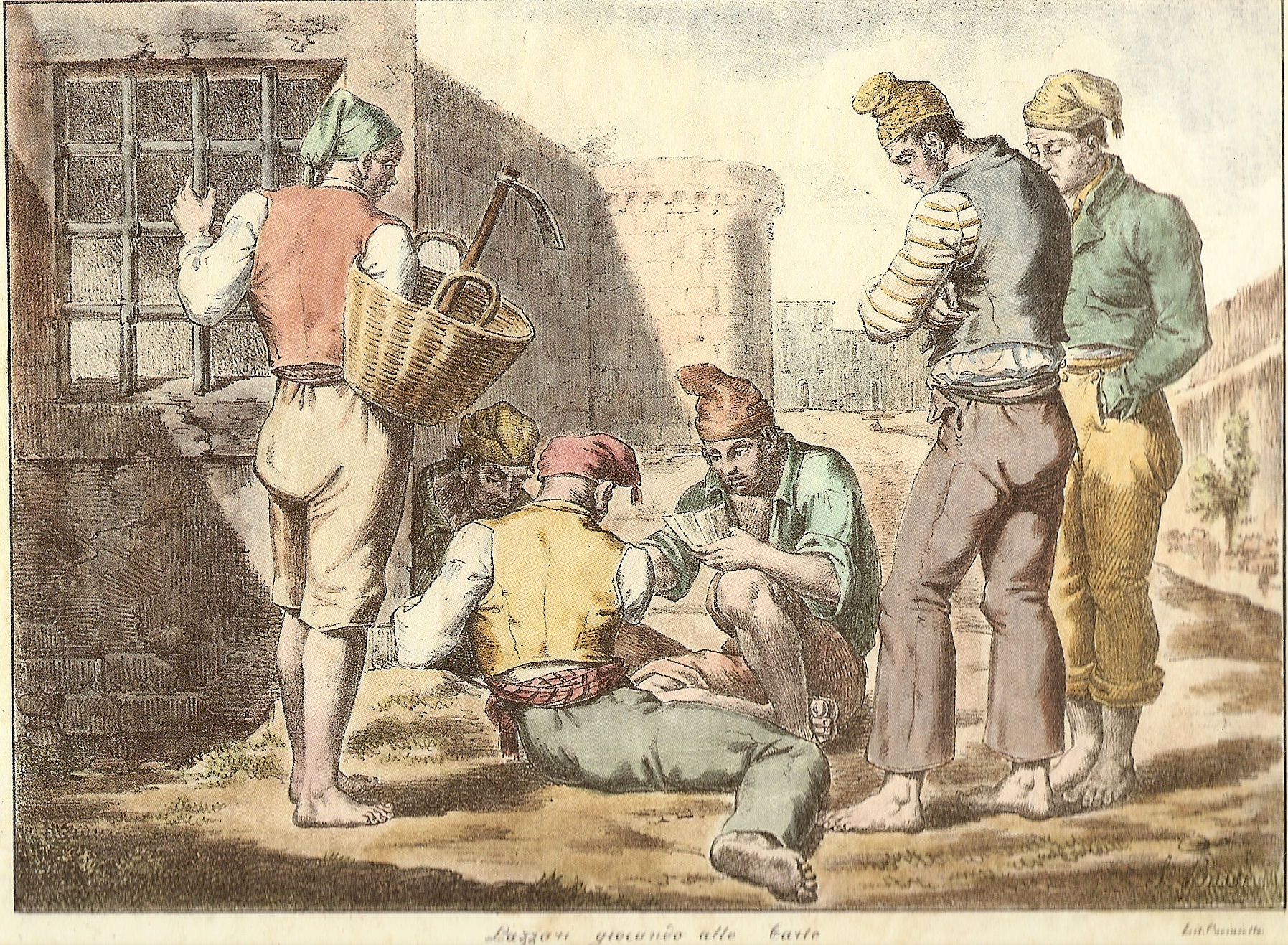
Lazzaroni jouant aux cartes, lithographie de Silvestro Bossi, 1824.

La situation des Français devient difficile car, bloqués devant Capoue, ils sont attaqués sur leurs arrières par les paysans insurgés. En outre, un corps expéditionnaire britannique venu de Livourne doit bientôt débarquer à Naples pour renforcer l'armée de Mack. Ils sont donc fort surpris quand, le 10 janvier 1799, Mack offre de capituler et d'abandonner Capoue. Le 11 janvier, les Français prennent possession de la ville avec son artillerie et ses entrepôts. L'attitude de Mack dans cette circonstance a été critiquée car il abandonnait sans combat une position avantageuse au moment où ses adversaires étaient menacés d'écrasement complet.
Mack se réfugie à Naples qu'il trouve en pleine émeute : les lazzaroni, mendiants professionnels et maîtres des rues, traquent les partisans des Français, dénoncent le général autrichien comme un traître et veulent le brûler vif. Les soldats napolitains qui devaient escorter Mack pour gagner la Sicile jugent le moment opportun pour déserter et passer aux Français. Mack, en désespoir de cause, va se livrer à Championnet qui lui offre un sauf-conduit pour se rendre à Milan ; là, le Directoire le fait arrêter et le garde comme prisonnier de guerre. Le roi Ferdinand s'étant réfugié en Sicile, les Français occupent Naples et instaurent une nouvelle « république sœur », la République parthénopéenne.

## Guerres napoléoniennes

### Campagne d'Ulm

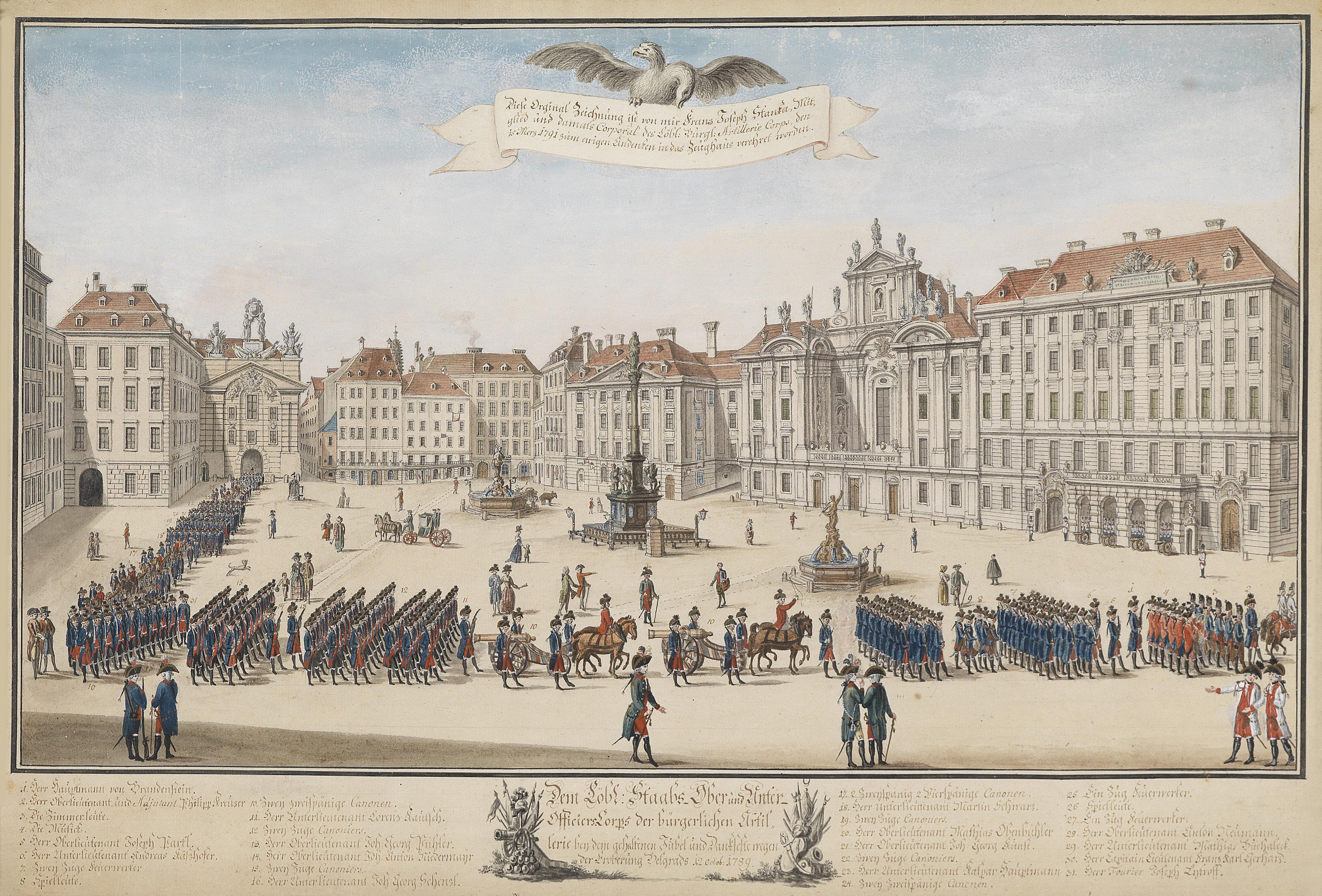
Parade de l'artillerie autrichienne devant le siège du Conseil aulique de la Guerre, dessin de Franz Joseph Stanka, 1791.

À Paris, Mack est prisonnier sur parole et peut circuler librement. Il se trouve confronté à Girolamo Pignatelli, devenu envoyé de la République napolitaine : les deux hommes se querellent à propos des événements de Naples et Mack défie Pignatelli en duel avant de se récuser. Deux ans plus tard, Mack s'échappe de Paris en se déguisant. Il est inoccupé quelques années mais en 1804, quand le parti de la guerre, à la cour autrichienne, cherche un général pour s'opposer à la politique de paix de l'archiduc Charles, Mack est fait intendant général de l'armée avec instructions de préparer la guerre contre la France. Il fait tout ce qui lui est possible pour réformer l'armée.
Au déclenchement des hostilités en 1805, il est nommé Feldzeugmeister auprès du commandant en chef en titre en Allemagne, l'archiduc Ferdinand. Mack est le chef effectif d'une armée comptant 60 000 hommes au total mais il se montre « hésitant et pusillanime » : il se laisse abuser par les faux renseignements transmis par l'espion Schulmeister et par les mouvements de diversion du corps français de Joachim Murat. Il se place en position défensive devant Ulm, au débouché de la Forêt-Noire, pour attendre les renforts russes amenés par Mikhaïl Koutouzov, mais ses différents corps se font battre en détail par des Français beaucoup plus manœuvriers et déterminés. Après la défaite du corps d'Auffenberg à Wertingen, Mack envisage de se replier vers la Bohême mais il est devancé par l'attaque rapide du corps français de Ney. Au combat de Günzburg (9 octobre 1805), Mack perd 2 000 hommes dont 1 200 prisonniers. Démoralisé par ses échecs et par des pluies persistantes, il se retire dans Ulm.

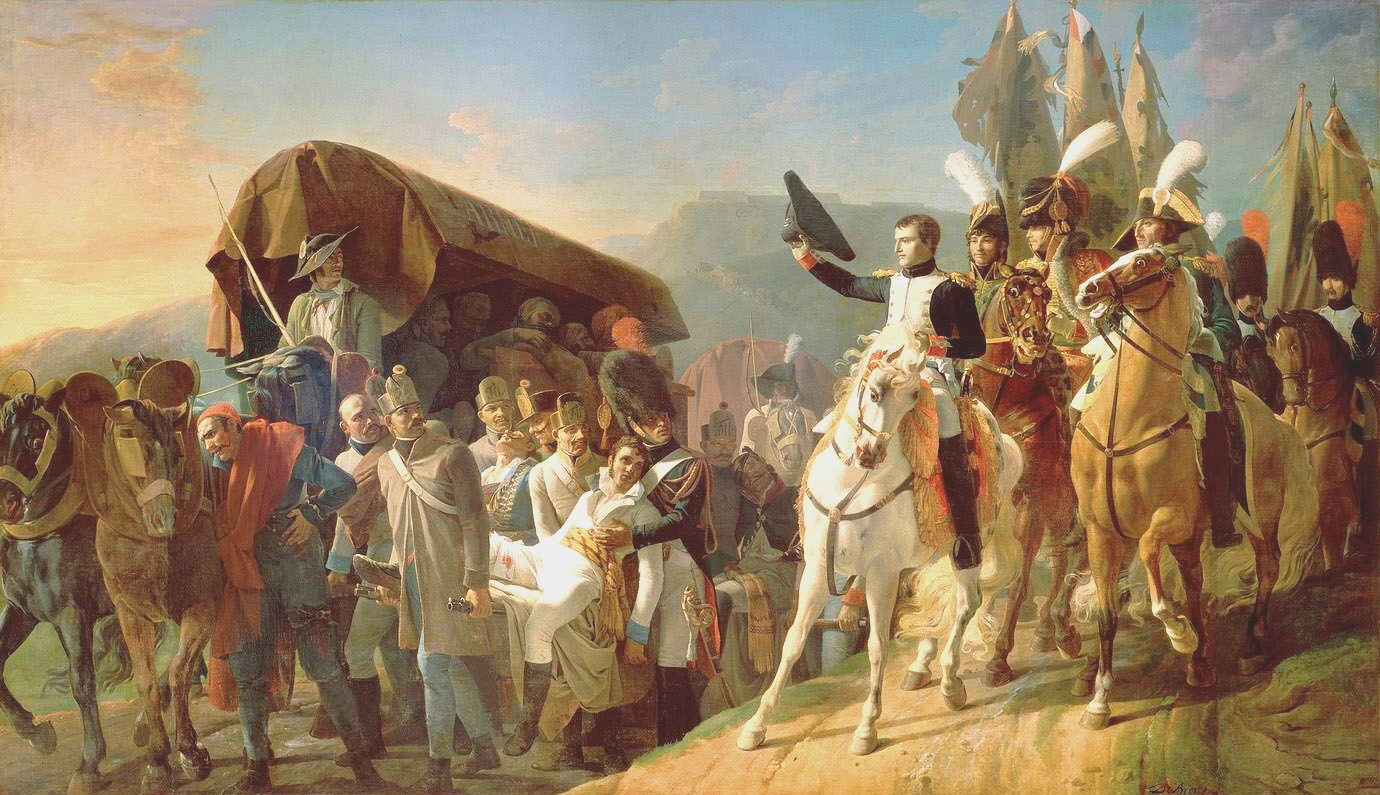
Napoléon rend hommage au courage malheureux, salut aux blessés autrichiens pendant la campagne d'Ulm, toile de Jean-Baptiste Debret (1768-1848).

Le 11 octobre, après une journée de repos, l'armée de Mack se met en marche vers la Bohême. Les circonstances lui sont favorables car Napoléon croit, à tort, que les Autrichiens vont se diriger vers le Tyrol et rejoindre Koutouzov sur l'Inn : erreur d'autant plus logique que les principaux entrepôts des Autrichiens sont à Memmingen, sur la route de Munich. Cependant, la marche de l'armée de Mack se heurte à la division isolée du général Pierre Dupont qui prend le risque de combattre en infériorité numérique (6 000 hommes contre 25 000 Autrichiens) : la bataille de Haslach (12 octobre 1805) met les Français dans une situation périlleuse, ils perdent 2 000 hommes, la cavalerie autrichienne s'empare de leur camp et de leurs bagages, mais Mack croit à tort qu'il n'a affaire qu'à une avant-garde et choisit de se replier sur Ulm. 

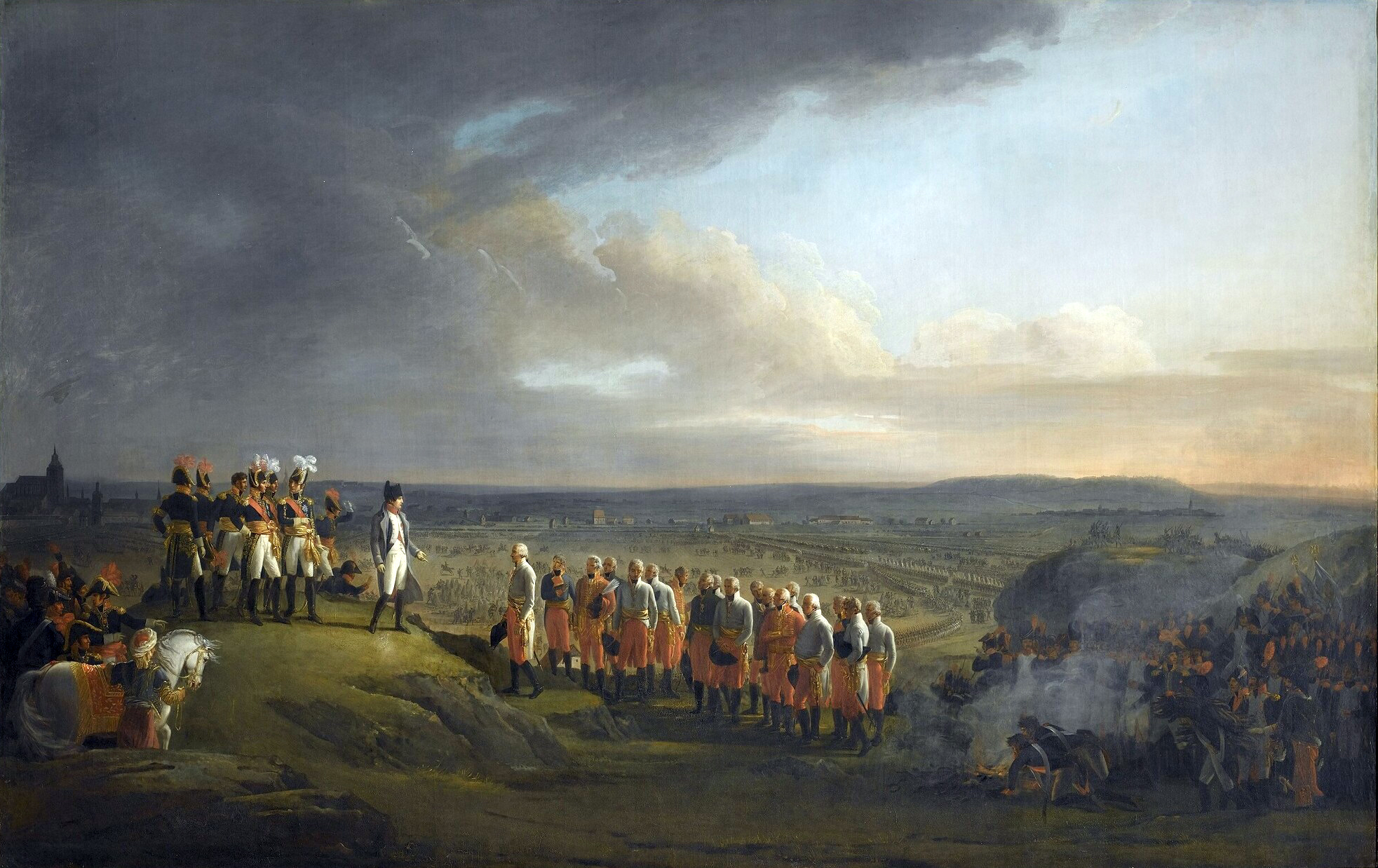
Le général Mack se rendant à Napoléon devant Ulm, toile de René Théodore Berthon, v. 1805-1815.

Le 13 octobre, Mack fait une dernière tentative pour mettre son armée en marche vers la Bohême mais le mouvement est mené avec tant de lenteur, sur des routes boueuses, qu'il finit par y renoncer et revenir vers Ulm, d'autant que dans la journée, des faux renseignements lui font croire que l'armée britannique (en) a débarqué dans le nord de la France et que Napoléon va faire demi-tour pour y faire face. Le corps autrichien de Johann von Riesch, parti en avant et qui n'était pas prévenu de ce revirement, reste isolé et se fait battre à la bataille d'Elchingen le 14 octobre. 
Napoléon, réagissant rapidement aux nouvelles circonstances, concentre ses corps autour d'Ulm qui est encerclée le 15 octobre. Mack n'a plus qu'à capituler dans Ulm le 20 octobre 1805. Fait exceptionnel, son armée de 25 000 hommes a été détruite en 13 jours sans affrontement majeur.

### Dernières années
Rentré de captivité après Austerlitz, Mack est traduit devant une cour martiale qui se tient de février 1806 à juin 1807. Il s'efforce de rejeter la responsabilité de la défaite sur son subordonné Franz von Werneck qui avait tenté d'échapper à l'encerclement après Elchingen : Werneck est emprisonné à la forteresse de Königgrätz où il meurt en 1806, peut-être suicidé. Mack est condamné à être déchu de son rang, de son régiment et de l'ordre de Marie-Thérèse ainsi qu'à une peine d'emprisonnement de 2 ans.
Il est libéré en 1808 et en 1819, quand la victoire finale des Alliés a quelque peu effacé des mémoires les désastres des débuts, il est, à la demande de Karl Philipp zu Schwarzenberg, réintégré dans l'armée comme Feldmarschall-Leutnant et dans l'ordre de Marie-Thérèse. Il meurt en 1828 à l'âge de 76 ans.
Le chancelier Metternich écrit de lui dans ses Mémoires :

« Mack avait des qualités sérieuses et pouvait être un très bon chef d'état-major, mais jamais on n'aurait dû faire de lui un général en chef ; la tâche de commander une armée était au-dessus de ses moyens. »